# Nalžovské Hory
Nalžovské Hory – miasto w Czechach, w kraju pilzneńskim. 
Według danych z 1 stycznia 2024, liczba mieszkańców miasta wynosi 1190 osób (1272. miejsce w kraju wśród miejscowości; 568. miejsce wśród miast).

## Demografia
| Rok             | 2008 | 2016 | 2024 |
| --------------- | ---- | ---- | ---- |
| Liczba ludności | 1221 | 1155 | 1190 |